# Атацины
Атацины (Atacini) — древнее кельтское племя, жившее в долине реки Од в Нарбонской Галлии с городом Нарбон. От них этот город получил название — Colonia Atacinorum. Известно, что племя существовало к 1 веку до н. э.
Из места расселения этих племен происходит поэт Публий Теренций Варрон, получивший прозвище Atacinus.